# Hedychium pynursulaeanum
Hedychium pynursulaeanum là một loài thực vật có hoa trong họ Gừng. Loài này được S.K.Jain & S.C.Srivast. mô tả khoa học đầu tiên năm 1986.